# Monique Strubbe
Monique Strubbe (* 5. Juli 2001 in Chemnitz) ist eine deutsche Volleyball- und Beachvolleyballspielerin, die seit 2019 für das Bundesligateam des Dresdner SC spielt.

## Karriere

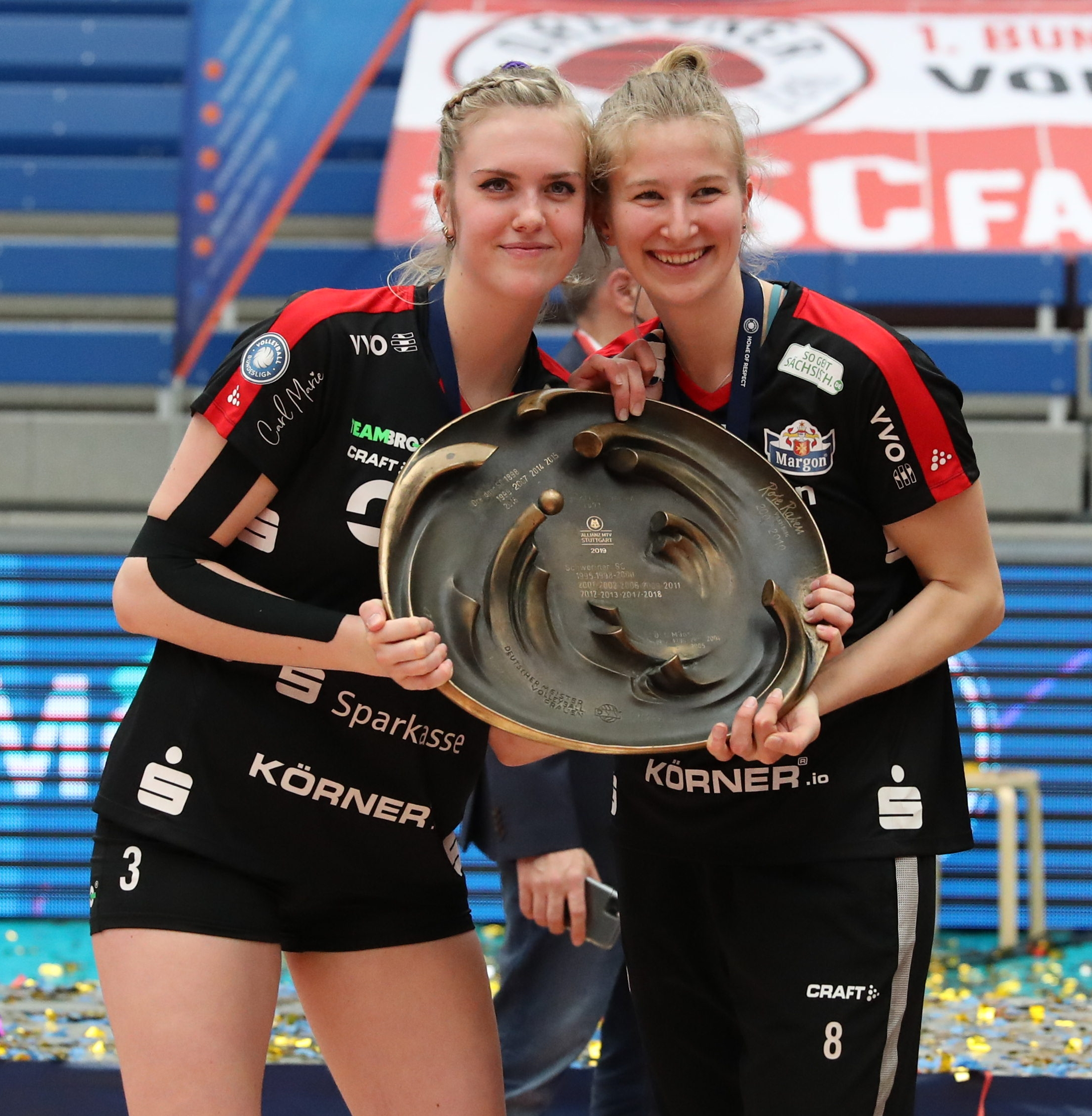
Strubbe zusammen mit Emma Cyris und der Meisterschale (2021)

### Hallen-Volleyball
Strubbe wechselte 2015 in das Nachwuchszentrum des VC Olympia Dresden. Bereits im selben Jahr hatte sie ihren ersten Einsatz für die zweite Mannschaft des VC Olympia Dresden, ehe sie 2016 in den Dresdner Volleyball-Bundesstützpunkt wechselte und fortan bis 2019 für die Zweitbundesligamannschaft spielte. 2019 wurde sie mit dem VC Olympia Dresden deutscher U20-Meisterin und rückte im Herbst desselben Jahres in den Bundesligakader des Dresdner SC aufrückte. Ihr Bundesligadebüt gab sie im Februar 2020, wenige Tage gelang mit dem DSC der Pokalsieg gegen den Allianz MTV Stuttgart. Im darauffolgenden Bundesligaspiel gegen den SSC Palmberg Schwerin wurde sie erstmals mit der silbernen MVP-Medaille als wertvollste Spielerin des unterlegenen Teams ausgezeichnet. Im April 2020 unterzeichnete sie beim Dresdner SC einen Profivertrag mit einer Laufzeit von drei Jahren, bereits in der ersten Saison gelang ihr mit dem Verein der Gewinn des Meistertitels.
Zur Saison 2022/23 wechselte sie zu Allianz MTV Stuttgart.

### Beachvolleyball
Seit 2016 spielt Strubbe für den Dresdner SC auch Beachvolleyball. Zusammen mit Franziska Nitsche trat sie 2016 und 2017 bei U18-Sachsenmeisterschaften an, wobei sie die Vizemeisterschaft (2016) und einen 3. Platz (2017) erzielen konnten. 2017 trat sie beim U17-Bundespokal (Platz 19) mit Aliza Baumgart, 2018 bei der deutschen U18-Meisterschaft (Platz 7) mit Lina-Marie Lieb an. 2019 trat sie mit Patricia Nestler und Sarah Strubbe bei verschiedenen Turnieren des Sächsischen Sportverband Volleyball an. Mit Nestler erzielte sie im selben Jahr bei der deutschen U19-Meisterschaft den 9. Platz.